# ミドルズブラFC
ミドルズブラ・フットボール・クラブ（Middlesbrough Football Club ([ˈmɪdəlzbrə] ( 音声ファイル) MID-əlz-brə)）は、イングランド・ミドルズブラに本拠地を置くサッカークラブ。2024-25シーズンはEFLチャンピオンシップに所属している。

## 歴史
1876年、ミドルズブラ・クリケットクラブによってアルバートパークホテルでの会議によって創設された。
1903年にトップリーグを昇格を果たすと第一次世界大戦での中断時期を挟んで1923-24シーズンに降格するまで優勝するには至らないがトップリーグを戦いの場としていた。その後、1929-30シーズンに再昇格すると1953-54シーズンに降格するまでトップリーグでの地位を保った。
しかし、1954-55シーズン以降は2部において昇格争いに加わることなく、1965-66シーズンには3部まで降格した。1年で2部に昇格したものの1974-75シーズンにトップリーグ昇格をするまで2部で長きを過ごした。1981-82シーズンに2部に降格すると1985-86シーズンには再び3部降格するなど低迷を極めた。1986-87、1987-88と2シーズン連続で昇格し、1年で降格したもののトップリーグ復帰を果たす。3年間2部で戦った後、1992-93には前年にプロサッカーリーグの改編に伴い新設されたプレミアリーグへ初昇格した。その後、1992-93、1996-97とフットボールリーグ・チャンピオンシップへ2度の降格を経験したものの、1998-99シーズンに再度昇格。
2003-04シーズンはリーグ戦で11位ながらも、フットボールリーグカップで優勝を果たした。2004-05シーズンはプレミアリーグ発足後最高の7位で終了。2005-06シーズンはリーグ14位に終わるも、UEFAカップでは準々決勝・準決勝と奇跡的な大逆転劇を続けざまに演じ英国中のファンを湧かせた。決勝でセビージャFCに敗れたものの、準優勝を果たした。
しかし、2008-09シーズンは5戦連続負けなしなど一時的に浮上の兆しを見せたものの、シーズンを通じ下位に低迷。最終節のウェストハム戦に敗れると翌シーズンは1997-98シーズン以来、フットボールリーグ・チャンピオンシップで戦うことが決まった。
2009-10シーズンは、2009年10月、サウスゲートが解任され、新監督にゴードン・ストラカンが就任。サウスゲートが解任された時点では昇格圏内と勝ち点1差の4位に付けていた。冬の移籍市場ではセルティック時代の教え子であるスティーヴン・マクマナス、クリス・キレンなどを獲得したが11位となり1年でのプレミアリーグ復帰はならなかった。2010-11シーズンも12位。2011-12シーズンは7位でプレミアリーグ復帰はならなかった。2012-13シーズンは16位、2013-14シーズンは12位、2014-15シーズンは4位（プレーオフの末、3位・ノリッジに敗戦）だった。
2015-16シーズンはホームでの最終節でブライトン・アンド・ホーヴ・アルビオンと1-1で引き分け、2位でシーズンを終え、2008-09シーズン以来8年ぶりのプレミアリーグ昇格を果たした。
しかし、2016-17シーズンはリーグ最小の27得点と得点力の欠如に苦しみ、38試合で5勝しかできず19位となり、1年で降格した。
2022-23シーズンは開幕から4勝5分7敗と不振で、クリス・ワイルダー監督を解任。新たに就任したマイケル・キャリック監督の元、攻撃的なサッカーを披露し、元アーセナルのチュバ・アクポムがシーズン28得点と大爆発した。最終的にチームとして首位バーンリーに次ぐ84得点を記録し、チャンピオンシップで4位に入るも、昇格プレーオフ準決勝で5位のコヴェントリー・シティに破れ、昇格はならなかった。

## タイトル

### 国内タイトル
- フットボールリーグカップ : 1回
  - 2003-04

### 国際タイトル
- なし

## 過去の成績
| シーズン | ディビジョン   | ディビジョン | ディビジョン | ディビジョン | ディビジョン | ディビジョン | ディビジョン | ディビジョン | ディビジョン | FAカップ     | リーグカップ | 欧州カップ / その他          | 欧州カップ / その他  | 最多得点者                         | 最多得点者 |
| シーズン | リーグ         | 試           | 勝           | 分           | 敗           | 得           | 失           | 点           | 順位         | FAカップ     | リーグカップ | 欧州カップ / その他          | 欧州カップ / その他  | 選手                               | 得点       |
| -------- | -------------- | ------------ | ------------ | ------------ | ------------ | ------------ | ------------ | ------------ | ------------ | ------------ | ------------ | ---------------------------- | -------------------- | ---------------------------------- | ---------- |
| 1992-93  | プレミアリーグ | 42           | 11           | 11           | 20           | 54           | 75           | 44           | 21位         | 4回戦敗退    | 2回戦敗退    |                              |                      | ポール・ウィルキンソン             | 15         |
| 1993-94  | ディビジョン1  | 46           | 18           | 13           | 15           | 66           | 54           | 67           | 9位          | 3回戦敗退    | 3回戦敗退    | アングロ＝イタリアン・カップ | グループステージ敗退 | ジョン・ヘンドリー                 | 20         |
| 1994-95  | ディビジョン1  | 46           | 23           | 13           | 10           | 67           | 40           | 82           | 1位          | 3回戦敗退    | 3回戦敗退    | アングロ＝イタリアン・カップ | グループステージ敗退 | ジョン・ヘンドリー                 | 17         |
| 1995-96  | プレミアリーグ | 38           | 11           | 10           | 17           | 35           | 50           | 43           | 12位         | 4回戦敗退    | 4回戦敗退    |                              |                      | ニック・バーンビー                 | 9          |
| 1996-97  | プレミアリーグ | 38           | 10           | 12           | 16           | 51           | 60           | 39           | 19位         | 準優勝       | 準優勝       |                              |                      | ファブリッツィオ・ラバネッリ       | 31         |
| 1997-98  | ディビジョン1  | 46           | 27           | 10           | 9            | 77           | 41           | 91           | 2位          | 4回戦敗退    | 準優勝       |                              |                      | ポール・マーソン                   | 16         |
| 1998-99  | プレミアリーグ | 38           | 12           | 15           | 11           | 48           | 54           | 51           | 9位          | 3回戦敗退    | 3回戦敗退    |                              |                      | ハミルトン・リカルド               | 18         |
| 1999-00  | プレミアリーグ | 38           | 14           | 10           | 14           | 46           | 52           | 52           | 12位         | 3回戦敗退    | 準々決勝敗退 |                              |                      | ハミルトン・リカルド               | 14         |
| 2000-01  | プレミアリーグ | 38           | 9            | 15           | 14           | 44           | 44           | 42           | 14位         | 4回戦敗退    | 3回戦敗退    |                              |                      | アレン・ボクシッチ                 | 12         |
| 2001-02  | プレミアリーグ | 38           | 12           | 9            | 17           | 35           | 47           | 45           | 12位         | 準決勝敗退   | 3回戦敗退    |                              |                      | アレン・ボクシッチ                 | 8          |
| 2002-03  | プレミアリーグ | 38           | 13           | 10           | 15           | 48           | 44           | 49           | 11位         | 3回戦敗退    | 3回戦敗退    |                              |                      | マッシモ・マッカローネ             | 9          |
| 2003-04  | プレミアリーグ | 38           | 13           | 9            | 16           | 44           | 52           | 48           | 11位         | 4回戦敗退    | 優勝         |                              |                      | ジュニーニョ・パウリスタ           | 9          |
| 2004-05  | プレミアリーグ | 38           | 14           | 13           | 11           | 53           | 46           | 55           | 7位          | 4回戦敗退    | 4回戦敗退    | UEFAカップ                   | ベスト16             | ジミー・フロイド・ハッセルバインク | 16         |
| 2005-06  | プレミアリーグ | 38           | 12           | 9            | 17           | 48           | 58           | 45           | 14位         | 準決勝敗退   | 3回戦敗退    | UEFAカップ                   | 準優勝               | ヤクブ・アイェグベニ               | 19         |
| 2006-07  | プレミアリーグ | 38           | 12           | 10           | 16           | 44           | 49           | 46           | 12位         | 6回戦敗退    | 2回戦敗退    |                              |                      | マーク・ヴィドゥカ                 | 19         |
| 2007-08  | プレミアリーグ | 38           | 10           | 12           | 16           | 43           | 53           | 42           | 13位         | 6回戦敗退    | 3回戦敗退    |                              |                      | スチュワート・ダウニング           | 10         |
| 2008-09  | プレミアリーグ | 38           | 7            | 11           | 20           | 28           | 57           | 32           | 19位         | 6回戦敗退    | 3回戦敗退    |                              |                      | トゥンジャイ・シャンル             | 8          |
| 2009-10  | チャンピオン   | 46           | 16           | 14           | 16           | 58           | 50           | 62           | 11位         | 3回戦敗退    | 2回戦敗退    |                              |                      | アダム・ジョンソン                 | 11         |
| 2010-11  | チャンピオン   | 46           | 17           | 11           | 18           | 68           | 68           | 62           | 12位         | 3回戦敗退    | 2回戦敗退    |                              |                      | スコット・マクドナルド             | 14         |
| 2011-12  | チャンピオン   | 46           | 18           | 16           | 12           | 52           | 51           | 70           | 7位          | 4回戦敗退    | 3回戦敗退    |                              |                      | マルヴィン・エムネス               | 18         |
| 2012-13  | チャンピオン   | 46           | 18           | 5            | 23           | 61           | 70           | 59           | 16位         | 5回戦敗退    | 準々決勝敗退 |                              |                      | スコット・マクドナルド             | 13         |
| 2013-14  | チャンピオン   | 46           | 16           | 16           | 14           | 62           | 50           | 64           | 12位         | 3回戦敗退    | 1回戦敗退    |                              |                      | アルバート・アドマー               | 12         |
| 2014-15  | チャンピオン   | 46           | 25           | 10           | 11           | 68           | 37           | 85           | 4位          | 5回戦敗退    | 3回戦敗退    |                              |                      | パトリック・バンフォード           | 19         |
| 2015-16  | チャンピオン   | 46           | 26           | 11           | 9            | 63           | 31           | 89           | 2位          | 3回戦敗退    | 5回戦敗退    |                              |                      | クリスティアン・ストゥアニ         | 11         |
| 2016-17  | プレミア       | 38           | 5            | 13           | 20           | 27           | 53           | 28           | 19位         | 準々決勝敗退 | 2回戦敗退    |                              |                      | アルバロ・ネグレド                 | 10         |
| 2017-18  | チャンピオン   | 46           | 22           | 10           | 14           | 67           | 45           | 76           | 5位          | 4回戦敗退    | 4回戦敗退    |                              |                      | ブリット・アソムバロンガ           | 15         |
| 2018-19  | チャンピオン   | 46           | 20           | 13           | 13           | 49           | 41           | 73           | 7位          | 4回戦敗退    | 準々決勝敗退 |                              |                      | ブリット・アソムバロンガ           | 14         |
| 2019-20  | チャンピオン   | 46           | 13           | 14           | 19           | 48           | 61           | 53           | 17位         | 3回戦敗退    | 1回戦敗退    |                              |                      | アシュリー・フレッチャー           | 13         |
| 2020-21  | チャンピオン   | 46           | 18           | 10           | 18           | 55           | 53           | 64           | 10位         | 3回戦敗退    | 2回戦敗退    |                              |                      | ダンカン・ワトモア                 | 9          |
| 2021-22  | チャンピオン   | 46           | 20           | 10           | 16           | 59           | 50           | 70           | 7位          | 準々決勝敗退 | 1回戦敗退    |                              |                      | マット・クルックス                 | 11         |
| 2022-23  | チャンピオン   | 46           | 22           | 9            | 15           | 84           | 56           | 75           | 4位          | 3回戦敗退    | 1回戦敗退    |                              |                      | チュバ・アクポム                   | 28         |
| 2023-24  | チャンピオン   | 46           | 20           | 9            | 17           | 71           | 62           | 69           | 8位          | 3回戦敗退    | 準決勝敗退   |                              |                      | エマヌエル・ラッテ                 | 16         |
| 2024-25  | チャンピオン   |              |              |              |              |              |              |              |              |              |              |                              |                      |                                    |            |

## 欧州の成績
| シーズン | 大会       | ラウンド   | 対戦相手               | ホーム | アウェー | 合計    |  |
| -------- | ---------- | ---------- | ---------------------- | ------ | -------- | ------- |  |
| 2004-05  | UEFAカップ | 1回戦      | バニーク・オストラヴァ | 3-0    | 1-1      | 4-1     |  |
| 2004-05  | UEFAカップ | グループE  | エガレオ               | N/A    | 1-0      | 1位     |  |
| 2004-05  | UEFAカップ | グループE  | ラツィオ               | 2-0    | N/A      | 1位     |  |
| 2004-05  | UEFAカップ | グループE  | ビジャレアル           | N/A    | 0-2      | 1位     |  |
| 2004-05  | UEFAカップ | グループE  | パルティザン           | 3-0    | N/A      | 1位     |  |
| 2004-05  | UEFAカップ | ラウンド32 | グラーツァー           | 2-1    | 2-2      | 4-3     |  |
| 2004-05  | UEFAカップ | ラウンド16 | スポルティングCP       | 2-3    | 0-1      | 2-4     |  |
| 2005-06  | UEFAカップ | 1回戦      | クサンティ             | 2-0    | 0-0      | 2-0     |  |
| 2005-06  | UEFAカップ | グループD  | グラスホッパーズ       | N/A    | 1-0      | 1位     |  |
| 2005-06  | UEFAカップ | グループD  | ドニプロ               | 3-0    | N/A      | 1位     |  |
| 2005-06  | UEFAカップ | グループD  | AZ                     | N/A    | 0-0      | 1位     |  |
| 2005-06  | UEFAカップ | グループD  | リテックス・ロヴェチ   | 2-0    | N/A      | 1位     |  |
| 2005-06  | UEFAカップ | ラウンド32 | シュトゥットガルト     | 0-1    | 2-1      | 2-2 (a) |  |
| 2005-06  | UEFAカップ | ラウンド16 | ローマ                 | 1-0    | 1-2      | 2-2 (a) |  |
| 2005-06  | UEFAカップ | 準々決勝   | バーゼル               | 4-1    | 0-2      | 4-3     |  |
| 2005-06  | UEFAカップ | 準決勝     | FCSB                   | 4-2    | 0-1      | 4-3     |  |
| 2005-06  | UEFAカップ | 決勝       | セビージャ             | 0-4    | 0-4      | 0-4     |  |

## 現所属メンバー
2024-25シーズン親善試合フォーメーション
2024年8月3日現在
注：選手の国籍表記はFIFAの定めた代表資格ルールに基づく。
| No. | Pos. |                  | 選手名                     |
| --- | ---- | ---------------- | -------------------------- |
| 1   | GK   | セネガル         | セニー・ディエン () ★      |
| 2   | DF   | イングランド     | トミー・スミス             |
| 3   | DF   | オランダ         | ラフ・ファン・デン・ベルフ |
| 4   | MF   | イングランド     | ダニエル・バルレーザー ()  |
| 5   | DF   | イングランド     | マット・クラーク           |
| 6   | DF   | イングランド     | ダエル・フライ             |
| 7   | MF   | イングランド     | ヘイデン・ハックニー ()    |
| 8   | MF   | オーストラリア   | ライリー・マッグリー       |
| 9   | FW   | コートジボワール | エマヌエル・ラッテ ()      |
| 10  | FW   | オランダ         | デラノ・バルフゾルフ ()    |
| 11  | FW   | イングランド     | アイザイア・ジョーンズ ()  |
| 12  | DF   | イングランド     | ルーク・アイリング         |

| No. | Pos. |                | 選手名                            |
| --- | ---- | -------------- | --------------------------------- |
| 13  | FW   | アメリカ合衆国 | マシュー・ホッペ                  |
| 14  | FW   | イングランド   | アレックス・ギルバート            |
| 15  | DF   | オランダ       | アンファニー・ダイクスティール () |
| 16  | MF   | イングランド   | ジョニー・ハウソン ()             |
| 18  | MF   | アメリカ合衆国 | エイダン・モリス ()               |
| 19  | FW   | イングランド   | ジョシュ・コバーン                |
| 20  | MF   | アイルランド   | フィン・アザズ ()                 |
| 21  | FW   | フィンランド   | マルクス・フォルス                |
| 23  | GK   | オーストラリア | トム・グローバー ()               |
| 24  | DF   | シエラレオネ   | アレックス・バングラ ()           |
| 26  | DF   | アイルランド   | ダラー・レニハン                  |
| 27  | DF   | デンマーク     | ルーカス・エンゲル                |

※括弧内の国旗はその他の保有国籍を、星印はEU圏外選手を示す。

### ローン移籍選手
in
注：選手の国籍表記はFIFAの定めた代表資格ルールに基づく。
| No. | Pos. |  | 選手名 |
| --- | ---- |  | ------ |

out
注：選手の国籍表記はFIFAの定めた代表資格ルールに基づく。
| No. | Pos. |              | 選手名                                |
| --- | ---- | ------------ | ------------------------------------- |
| --  | GK   | イングランド | サミュエル・シルヴェラ (ポーツマスFC) |

## 歴代監督
- スタン・アンダーソン 1966.04.01 - 1973.01.25
- ハロルド・シェファードソン 1973.01.25 - 1973.05.07
- ジャック・チャールトン 1973.05.07 - 1977.04.21
- ジョン・ニール 1977.05.01 - 1981.05.31
- ボビー・マードック 1981.05.31 - 1982.09.29
- マルコム・アリソン 1982.10.23 - 1984.03.28
- ジャック・チャールトン 1984.03.28 - 1984.05.31
- ヴィリー・マッドレン 1984.06.03 - 1986.02.02
- ブルース・リオク 1986.02.02 - 1990.03.09
- コリン・トッド 1990.03.09 - 1991.06.24
- レニー・ローレンス 1991.07.10 - 1994.05.19
- ブライアン・ロブソン 1994.06.01 - 2000.12.06
- テリー・ヴェナブルズ 2000.12.06 - 2001.06.12
- スティーブ・マクラーレン 2001.06.12 - 2006.05.11
- ガレス・サウスゲート 2006.06.07 - 2009.10.20
- ゴードン・ストラカン 2009.10.26 - 2010.10.10
- トニー・モウブレイ 2010.10.26 - 2013.10.21
- アイトール・カランカ 2013.11.13 - 2017.3.16
- スティーブ・アグニュー (暫定) 2017.3.16 - 2017.6.9
- ギャリー・モンク 2017.6.9 - 2017.12.23
- クレイグ・リドル (暫定) 2017.12.23 - 2017.12.27
- トニー・ピューリス 2017.12.27 - 2019.05.17
- ジョナサン・ウッドゲート 2019.06.14 - 2020.06.23
- ニール・ウォーノック 2020.06.23 - 2021.11.6
- クリス・ワイルダー 2021.11.7 -2022.10.3
- レオ・ポポヴィッチ（英語版） 2022.10.4 -2022.10.24
- マイケル・キャリック 2022.10.25 -

## 歴代所属選手

### GK
- マーク・シュワルツァー (1997-2008)
- ブラッド・ジョーンズ (2001-2010)
- ロス・ターンブル (2002-2009)
- ジェイソン・スティール (2007-2015)
- カール・イケメ (2011)
- シェイ・ギブン (2013-2014)
- ディミトリオス・コンスタントプーロス (2013-2019)
- トマス・メヒアス (2014-2018)
- ブラッド・グザン (2016-2017)
- ビクトル・バルデス (2016-2017)
- ダレン・ランドルフ (2017-2020)

### DF
- ブランコ (1996)
- ジャンルカ・フェスタ (1997-2002)
- ガレス・サウスゲート (2001-2006)
- ジェレミ・ヌジタップ (2002-2003)
- ダニー・ミルズ (2003-2004)
- ミハエル・ライツィハー (2004-2005)
- アベル・シャビエル (2005-2007)
- ルーク・ヤング
- デヴィット・ウィーター
- アンドリュー・テイラー
- ジョナサン・ウッドゲート
- ジョー・ベネット
- リース・ウィリアムズ
- エマヌエル・ポガテッツ
- ロベルト・フート
- ジャスティン・ホイト
- スティーヴン・マクマナス
- ベン・ギブソン
- ジョージ・フレンド
- アンドレ・ビケイ
- ダニエル・アジャラ
- ケネス・オメルオ
- エミリオ・エンスエ
- トマーシュ・カラス
- ダエル・フライ
- フェルナンド・アモレビエタ
- リッチー・デ・ラエト
- アントニオ・バラガン
- カラム・チェンバース
- ベルナルド・エスピノザ
- ファビオ
- ライアン・ショットン
- サイラス・クリスティ
- エイデン・フリント
- パディ・マクネア
- ジェド・スペンス

### MF
- ジョン・ウォーク (1990-1991)
- ジュニーニョ・パウリスタ (1995-1997, 2002-2004)
- ポール・ガスコイン (1998-2000)
- ポール・インス (1999-2002)
- クリスティアン・ツィーゲ (1999-2000)
- クリスティアン・カランブー (2000-2001)
- ルーク・ウィルクシャー (2000-2003)
- ドリーバ (2002-2006)
- ジョージ・ボアテング (2002-2008)
- ガイスカ・メンディエタ (2003-2004, 2004-2008)
- ボウデヴィン・ゼンデン (2003-2005)
- リカルジーニョ (2004)
- フリオ・アルカ
- ジョゼフ＝デジレ・ジョブ
- ファビオ・ロッケンバック (2005-2008)
- スチュワート・ダウニング
- ガリー・オニール
- リー・カッターモール
- バリー・ロブソン
- ファリス・アールン
- リチャード・スモールウッド
- アダム・リーチ
- グラント・レッドビター
- ジョシュ・マクイクラン
- ディーン・ホワイトヘッド
- ジェイコブ・バターフィールド
- アルバート・アドマー
- リー・トムリン
- アダム・クレイトン
- アダム・フォーショー
- ガストン・ラミレス
- アダマ・トラオレ (2016-2018)
- マルテン・デ・ローン
- ジョニー・ハウソン
- マーカス・タヴァーニアー
- ムハメド・ベシッチ
- ジョージ・サヴィル

### FW
- ファブリツィオ・ラバネッリ (1996-1997)
- ハミルトン・リカルド (1997-2001)
- アレン・ボクシッチ (2000-2003)
- ジミー・フロイド・ハッセルバインク (2004-2006)
- マーク・ヴィドゥカ (2004-2007)
- シラールド・ネーメト
- 李同国
- トゥンジャイ・シャンル
- ミド
- ヤクブ・アイェグベニ
- ジェレミー・アリアディエール
- ダニー・グレアム
- リロイ・リタ
- クリス・キレン
- スコット・マクドナルド
- クリス・ボイド
- タルモ・キンク
- ルーカス・ユトキエヴィッツ
- バーソロミュー・オグベチェ
- ケイ・カマラ
- キケ
- パトリック・バンフォード
- イェレ・ヴォセン
- クリスティアン・ストゥアーニ
- ディエゴ・ファッブリーニ
- デヴィット・ニュージェント
- ジョーダン・ローズ
- アルバロ・ネグレド
- ルディ・ジェストゥード
- アシュリー・フレッチャー
- マルティン・ブライトバイテ
- ブリット・アソムバロンガ
- ジョーダン・ハギル
- パトリック・ロバーツ